# Peter Sengelaub
Peter Sengelaub (* um 1558 in Martinroda; † Mai 1622 in Coburg) war ein Maler und Baumeister im fränkisch-thüringischen Raum.

## Leben und Wirken

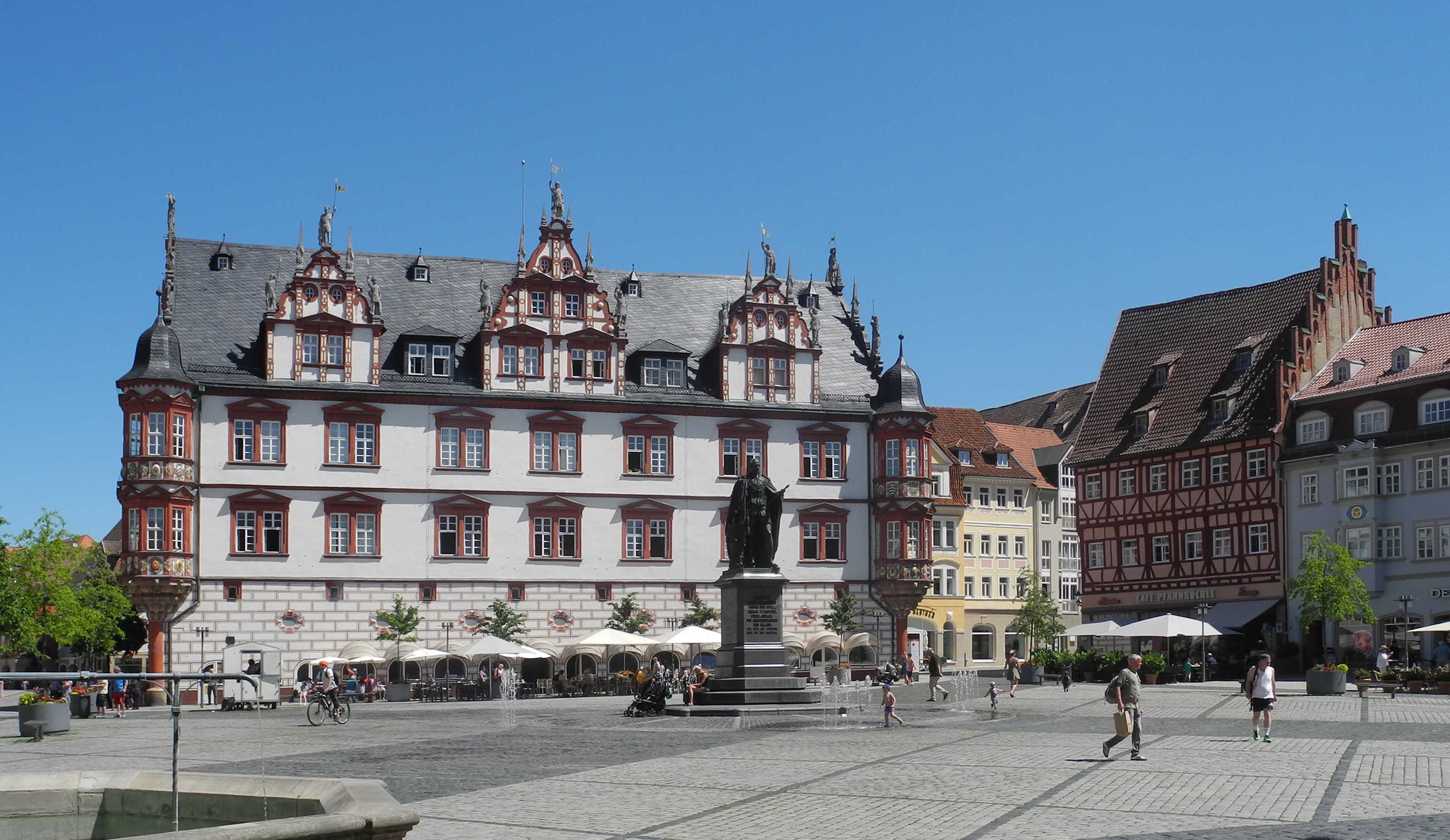
Stadthaus, ehemals Regierungskanzlei, in Coburg

Peter Sengelaub wurde um das Jahr 1558 vermutlich in Martinroda geboren. Etwa 1590 kam er dann nach Coburg und spätestens 1592 nahm er eine Stelle als Hofmaler bei Herzog Johann Casimir an. Hier malte er unter anderem Porträts seines Auftraggebers. Ab Anfang des 15. Jahrhunderts wirkte Sengelaub in Coburg auch als Fürstlich Sächsischer Baumeister. Seine drei Renaissancebauten in Coburg, die Regierungskanzlei, das Gymnasium Casimirianum und das Zeughaus prägen seitdem das Stadtbild. Daneben betreute er in Coburg Umbaumaßnahmen am Schloss Callenberg, an der Veste Coburg sowie in Waltershausen am Schloss Tenneberg.
Ab etwa 1608 war Sengelaub auch für die Grafen von Schwarzburg-Sondershausen tätig. Insbesondere plante und überwachte er in Sondershausen von 1609 bis 1618 den Neubau der Stadtkirche. 